# Lowicha
Lowicha (ros. Лёвиха) – osiedle w Rosji, w obwodzie swierdłowskim, w okręgu miejskim Kirowgradu. W 2010 liczyło 2881 mieszkańców.